# Syntormon miritarsus
Syntormon miritarsus är en tvåvingeart som beskrevs av Octave Parent 1926. Syntormon miritarsus ingår i släktet Syntormon och familjen styltflugor. Inga underarter finns listade i Catalogue of Life.